# 莱姆雷
莱姆雷（法語：Lémeré，法語發音：[lemʁe]）是法国安德尔-卢瓦尔省的一个市镇，位于该省西南部，属于希农区。

## 地理
莱姆雷（47°4'58"N, 0°20'6"E）面积19.83 平方千米，位于法国中央-卢瓦尔河谷大区安德尔-卢瓦尔省，该省份为法国中西部省份，北起萨尔特省、东北接卢瓦-谢尔省，东南接安德尔省，南至维埃纳省，西临曼恩-卢瓦尔省。
与莱姆雷接壤的市镇（或旧市镇、城区）包括：昂谢、阿赛、布里宰、沃德河畔尚皮尼、利格雷、萨济伊、塔旺、拉图尔圣热兰。

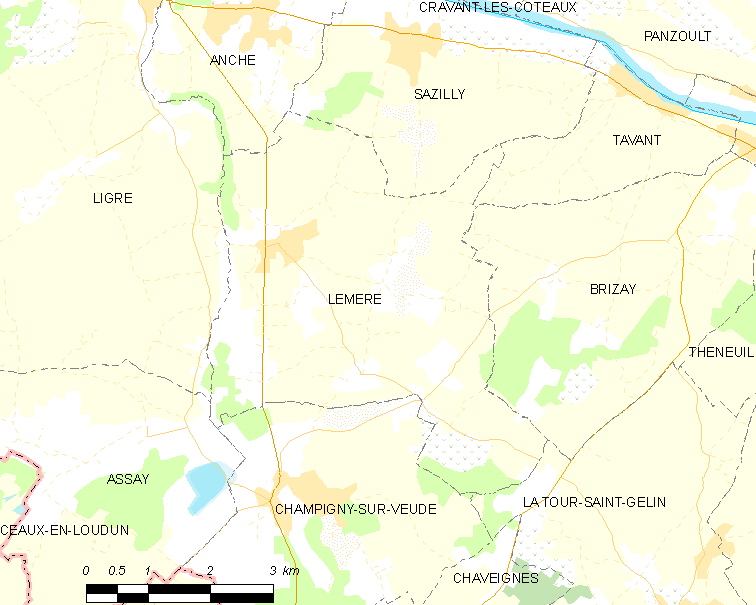
莱姆雷的OSM定位图

莱姆雷的时区为UTC+01:00、UTC+02:00（夏令时）。

## 行政
莱姆雷的邮政编码为37120，INSEE市镇编码为37125。

## 政治
莱姆雷所属的省级选区为图赖讷地区圣莫尔县。

## 人口

1962-2008年间莱姆雷人口变化图示

莱姆雷于2022年1月1日时的人口数量为414人。